# Р-БОТ 001
Р-БОТ 001 — робот-полицейский, использовавшийся для охраны общественного порядка в Перми в 2007 году. Разработан московской компанией Лаборатория Трёхмерного Зрения. Робот способен вести наблюдения за улицами города, выявлять правонарушения и обращаться к гражданам с призывами соблюдать закон.

## Описание конструкции
Разработка робота велась на протяжении около двух лет и стоила более 10 000 долларов. Робот имеет вертикальную яйцевидную форму, его высота около 1,8 м. Масса — 250 кг. Стальной корпус и обтекаемая форма защищают робота от похищения или вандализма. Продолжительность работы без подзарядки — 8 часов. Передвигается на четырёх колёсах с полным приводом и изменяемым дорожным просветом со скоростью до 5 км/ч. Оснащён пятью видеокамерами, запись с которых может использоваться в суде. Камеры защищены бронированным стеклом. Робот хранит в памяти Гражданский кодекс Российской Федерации и может зачитывать его с помощью синтезатора речи. Также Р-БОТ 001 оснащён тревожной кнопкой, которую граждане могут использовать для вызова полиции. Робот может работать как в автоматическом режиме, так и с удалённым управлением. По словам разработчиков, робот пока имеет ряд недостатков: неправильное произношение при синтезе речи; не способен, к примеру, отличить драку от танцев, поэтому о происшествии сообщает на пульт для принятия решения.

## История применения
Первые испытания робота прошли в День города, 12 июня 2007 года на набережной Камы в районе речного вокзала. При этом в результате попадания воды он вышел из строя (был повреждён динамик). В ходе ремонта робот оснащён гидроизоляцией. Испытания продолжились 22 июня на улице Зои Космодемьянской, вблизи здания УВД Дзержинского района. Руководство пермской милиции намерено присваивать роботу звания: в настоящее время (на июнь 2007 года) он стажёр, а в будущем получит звание курсанта.
Летом 2008 был отправлен в Москву, на доработку. Дальнейшая эксплуатация и разработка была прекращена в связи с отсутствием финансирования.
Преемником робота является серия универсальных роботов R.Bot 100 и RBOT-200